# 坂本村 (岐阜県池田郡)
坂本村（さかもとむら）は、かつて岐阜県池田郡にあった村である。現在の揖斐郡揖斐川町坂内坂本に該当する。

## 概要
村名は、この地が鐵嶺峠（鉄嶺峠）の麓にあったことによる。人家は白川（坂内川の支流）の両岸に存在し、東区・西区に分かれる。本村の南方に白川の集落があり、その南方に諸家の集落があり上下に分かれる。
1645年（正保2年）の『正保郷帳』では石高は198石8斗1升5合。『旧高旧領取調帳』も1868年（明治元年）時点の石高は198石8斗1升5合とする。1873年（明治6年）の調高では385石8斗9升4合、段別田46町6段3畝28歩（約46.2ha）・畑5町7段9畝29歩（約5.7ha）・屋敷4町4段2畝4歩（約4.4ha）、外に試起田9町4段7畝15歩（約9.4ha）・田畑8段4歩（約0.8ha）があった。
1897年（明治30年）4月1日の揖斐郡設置時に、広瀬村、川上村と廃置分合（合併）して揖斐郡坂内村の一部となり、同村の大字となる。

## 歴史
- 江戸時代 - 大垣藩領で石高は198石8斗1升5合[5]。
- 1871年8月29日（明治4年7月14日） - 廃藩置県により、大垣県に所属する。
- 1872年1月2日（明治4年11月22日） - 第1次府県統合に伴い、岐阜県に所属する。
- 1872年（明治5年）9月 - 大区小区制により美濃国を175区に分割。坂本村は75区に属する[6]。
- 1873年（明治6年）4月 - 岐阜県内管内区画を改正して12大区175小区に分割。旧75区は第6大区6小区に属する[6]。
- 1879年（明治12年）2月18日 - 郡区町村編制法（明治11年7月22日太政官布告第17号）施行に伴い大区小区制を廃止し、当村は大野池田郡役所（郡役所・大野郡三輪村）の管掌下となる[7]。
- 1889年（明治22年）7月1日 - 町村制（明治44年4月7日法律第69号）施行により、自治体としての坂本村が発足[8]。
- 1897年（明治30年）4月1日 - 池田郡広瀬村、坂本村及び、川上村が合併して坂内村が発足。同日、坂本村廃止[4]。同日、池田郡が大野郡の一部と合併して揖斐郡となる[9][10]。

## 教育
- 椎馨義校（後の揖斐川町立坂内小中学校。2022年（令和4年）3月31日廃校）